# Moechotypa ceylonica
Moechotypa ceylonica är en skalbaggsart som beskrevs av Stefan von Breuning 1938. Moechotypa ceylonica ingår i släktet Moechotypa och familjen långhorningar.
Artens utbredningsområde är Sri Lanka. Inga underarter finns listade i Catalogue of Life.